# U Know What I'm Sayin?
U Know What I'm Sayin? (estilizado como uknowhatimsayin¿) é o quinto álbum de estúdio do rapper americano Danny Brown. Foi lançado em 4 de outubro de 2019, pela Warp Records. O álbum conta com participações especiais de Run the Jewels, Obongjayar, JPEGMafia e Blood Orange. Com produção executiva da Q-Tip, com contribuições de Paul White, Flying Lotus, Thundercat, Standing on the Corner e JPEGMafia, o álbum recebeu ampla aclamação da crítica, aparecendo nas listas de final de ano de diversas publicações.

## Lista de músicas
| N.º            | Título                   | Producer(s)                                 | Duração |  |
| 1.             | "Change Up"              | White                                       |         |  |
| 2.             | "Theme Song"             | Cartie Curt                                 |         |  |
| 3.             | "Dirty Laundry"          | Q-Tip                                       |         |  |
| 4.             | "3 Tearz"                | JPEGMafia                                   |         |  |
| 5.             | "Belly of the Beast"     | White                                       |         |  |
| 6.             | "Savage Nomad"           | Playa Haze                                  |         |  |
| 7.             | "Best Life"              | Q-Tip                                       |         |  |
| 8.             | "U Know What I'm Sayin?" | White                                       |         |  |
| 9.             | "Negro Spiritual"        | Flying Lotus                                |         |  |
| 10.            | "Shine"                  | White Standing on the Corner Slauson Malone |         |  |
| 11.            | "Combat"                 | Q-Tip                                       |         |  |
| Duração total: | Duração total:           | Duração total:                              | 33:27   |  |

Notas
- "U Know What I'm Sayin?" é estilizado como "uknowhatimsayin¿"
- "Combat" apresenta vocais não creditados de Q-Tip e Consequence[1]

Créditos de amostra
- "Theme Song" contém elementos de "Het Is Zo Stil", escrita por Pieter Verlinden e Josine van Dalsum, interpretada por Josine van Dalsum.
- "Dirty Laundry" contém elementos de "Aurora Spinray", escrita por John Mills-Cockell, interpretada por Syrinx .
- "3 Tearz" contém elementos de "Why", escrita e interpretada por Yoko Ono .
- "Belly of the Beast" contém elementos de "Wind", escrita por Laurence Creme e Kevin Godley, interpretada por Godley & Creme.
- "Savage Nomad" contém elementos de "Tak Zazpívej Jí Blues", escrita por Otakar Petřina e Zdeněk Rytíř, interpretada por Ota Petřina.
- "Best Life" contém elementos de "To Make You Happy", escrita por Thomas McGee, interpretada por Tommy McGee.

## Pessoal
Os créditos são adaptados do AllMusic.
- Blood Orange – artista convidado (faixa 10)
- Morte cerebral – design
- Cartie Curt – produtor (faixa 2)
- Nina Creese – engenheira
- DJ Playa Haze – produtor (faixa 6)
- Ken "Supa Engineer" Duro – mixagem
- Flying Lotus – produtor (faixa 9)
- JPEGMafia – artista convidado (faixa 9), produtor (faixa 4)
- Tom Keelan – fotografia
- Obongjayar – artista convidado (faixas 5, 8)
- Q-Tip – produtor executivo, produtor (faixas 3, 7, 11)
- Run the Jewels – artista em destaque (faixa 4)
- Tatsuya Sato – masterização
- Thundercat – baixo (faixa 9)
- Christos Tsantilis – engenheiro
- Paul White – produtor (faixas 1, 5, 8, 10)